# Vaporware (motoryzacja)

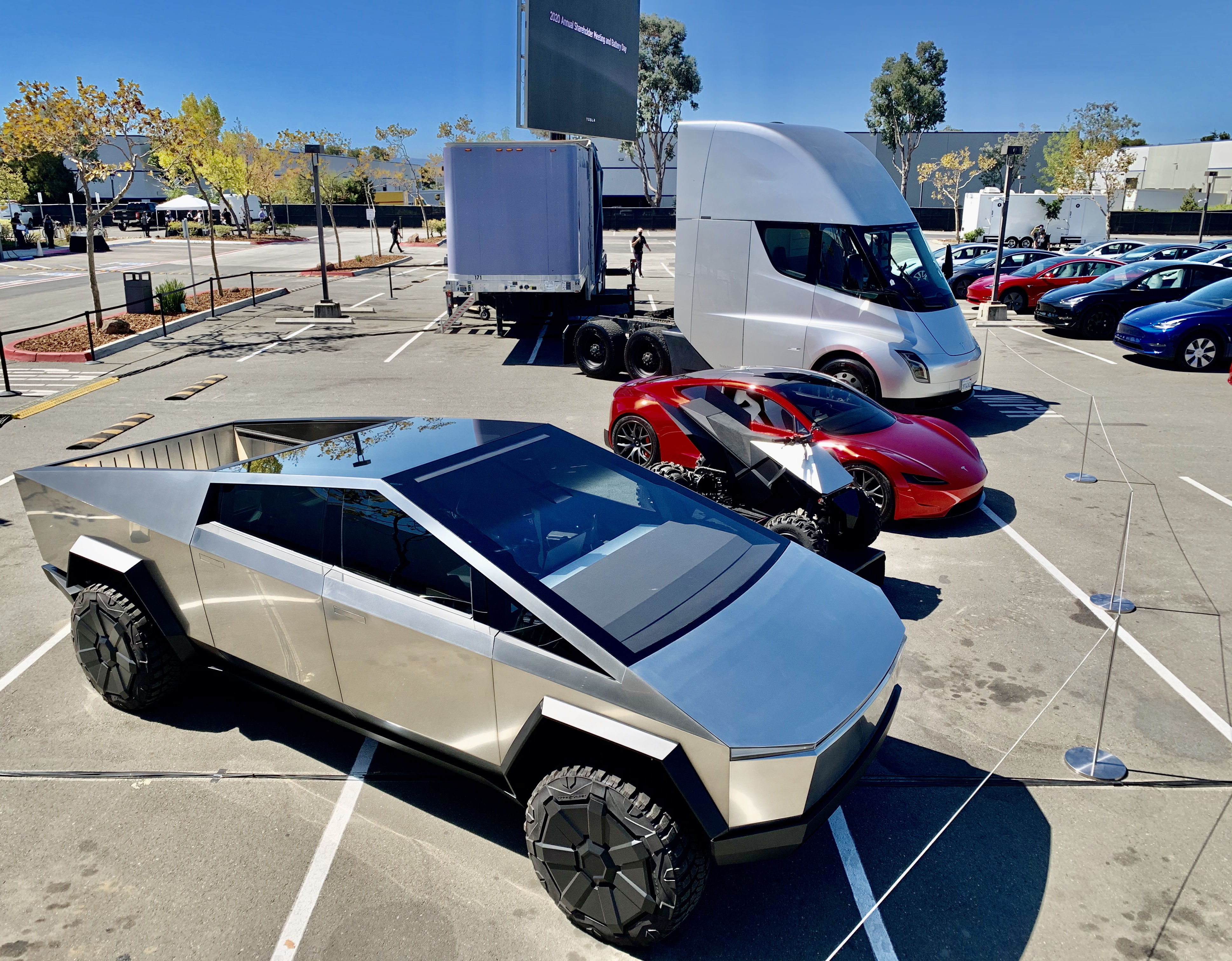
Semi, Roadster i Cybertruck - trzy produkty Tesli o stale przekładanej dacie rozpoczęcia produkcji seryjnej

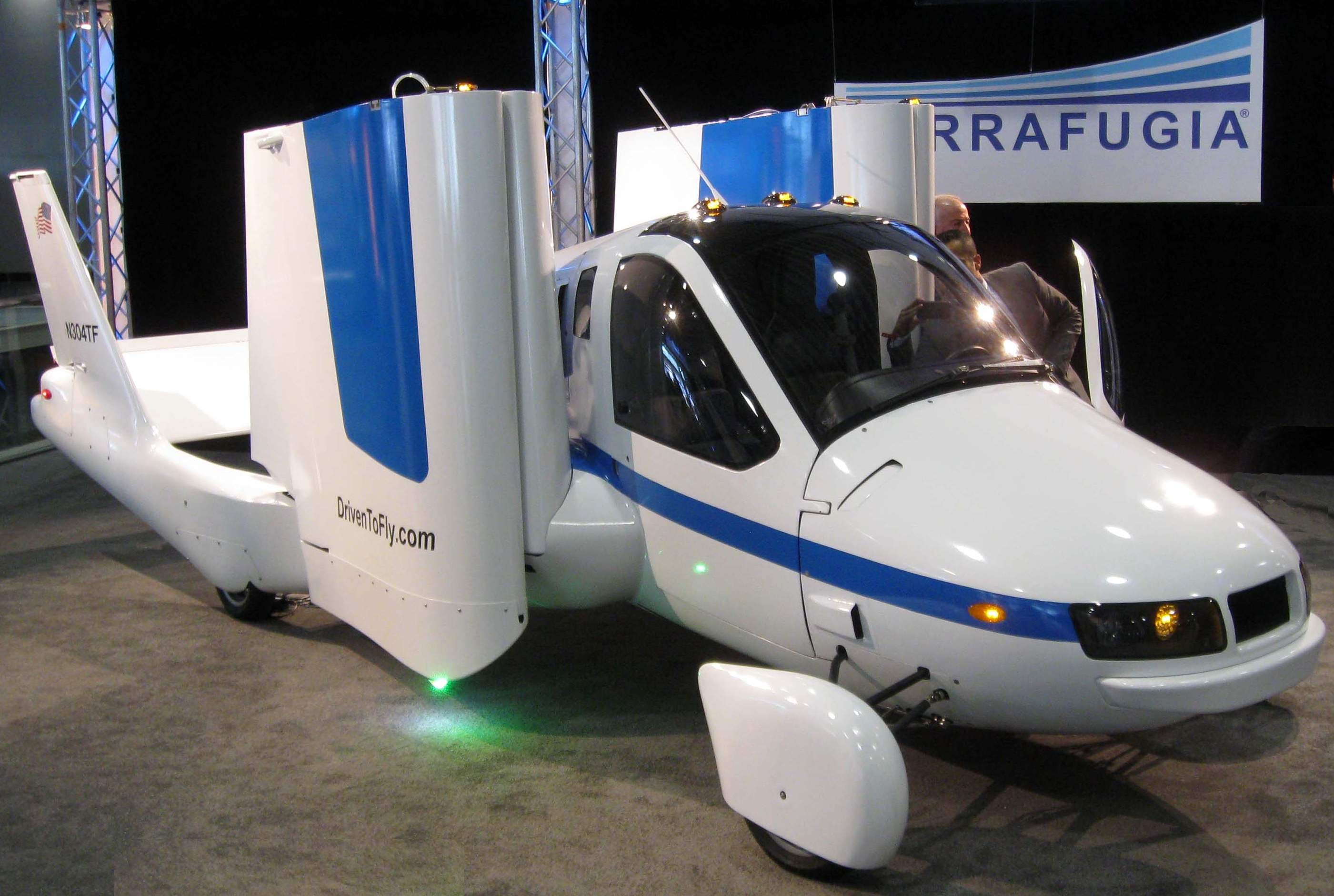
Terrafugia Transition

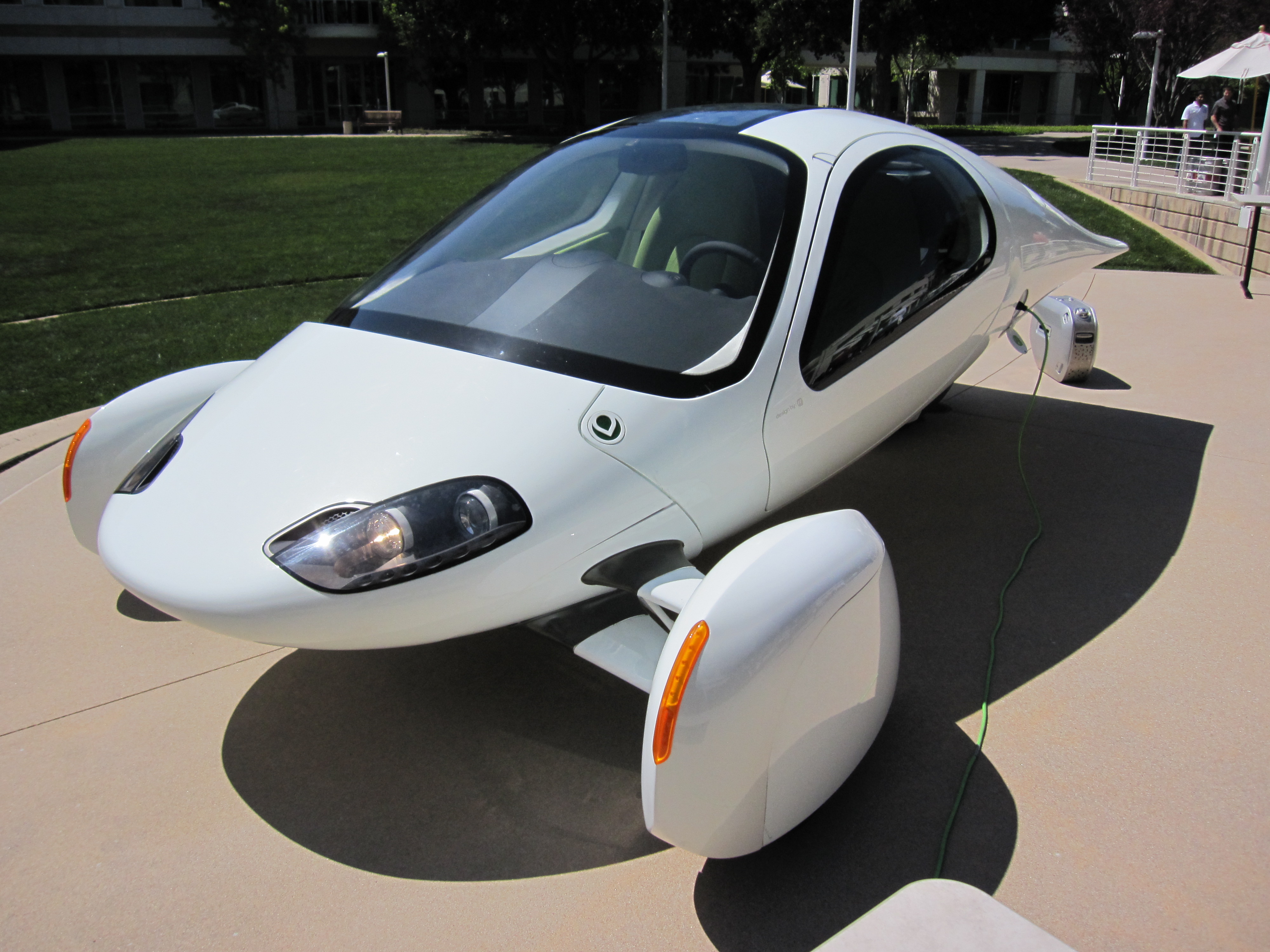
Aptera 2 Series

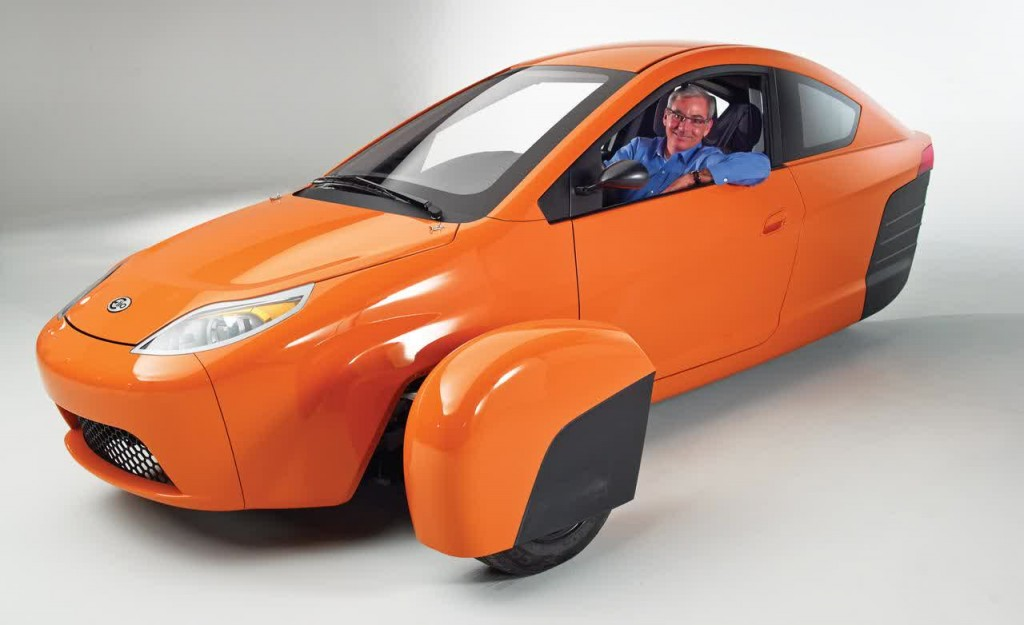
Elio P4

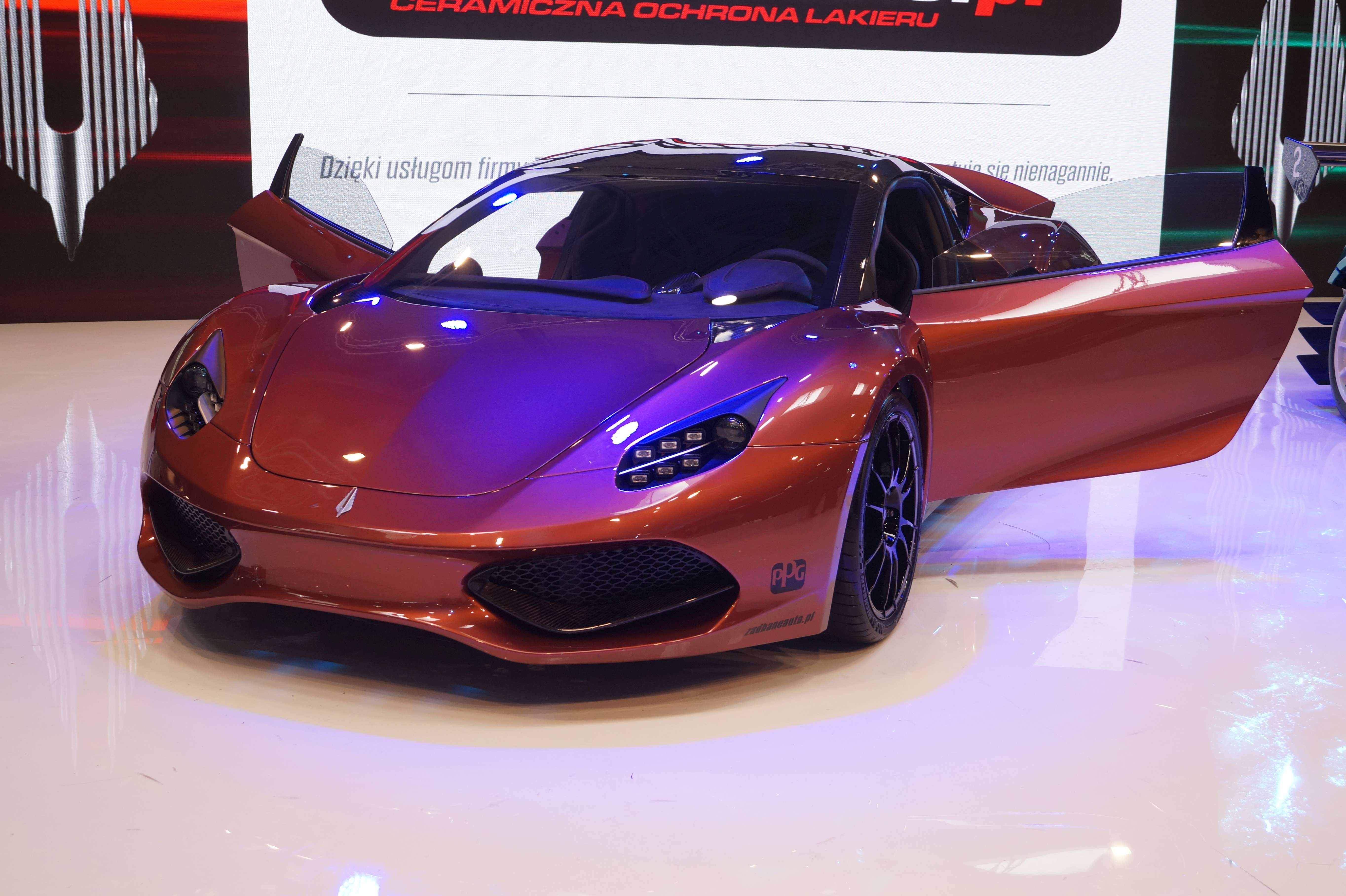
Arrinera Hussarya

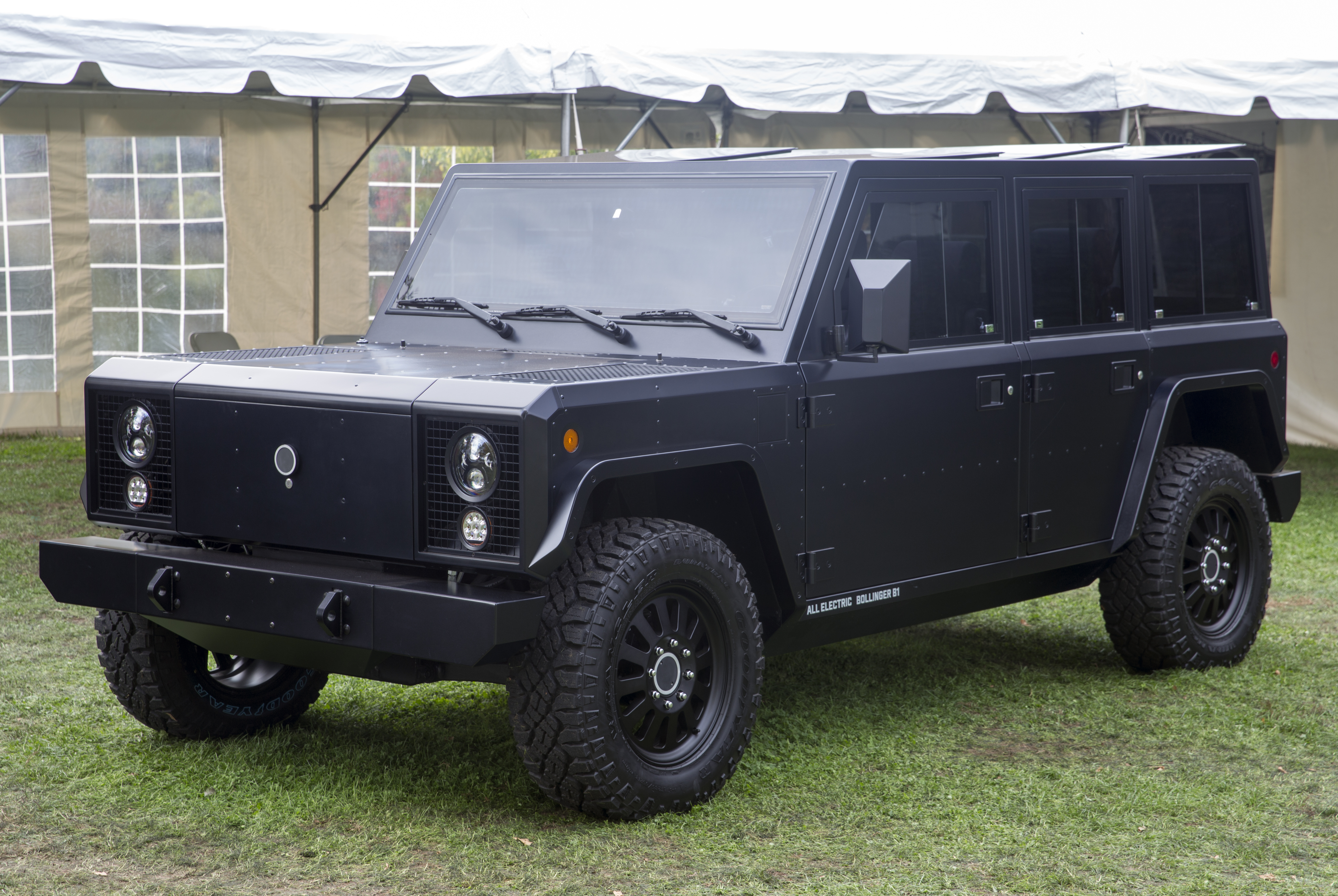
Bollinger B1

Vaporware – pojęcie związane z motoryzacją, oznaczające projekt samochodu o wielokrotnie przekładanej i opóźniającej się dacie rozpoczęcia produkcji i sprzedaży, niekiedy nigdy nie przynosząc obiecanego rezultatu. Pojęcie spopularyzowano i upowszechniono w Stanach Zjednoczonych, gdzie jest ono przedmiotem kontrowersji i teorii spiskowych.

## Charakterystyka
Jednym z pierwszych projektów samochodów określanych jako vaporware był mikrosamochód The Dale, którego koncepcja w postaci lekkiego, ekonomicznego pojazdu była odpowiedzią na kryzys naftowy z połowy lat 70. XX wieku. Początek XXI wieku przyniósł intensywny rozwój branży motoryzacyjnej w skali globalnej, co zachęciło do wkroczenia do niej systematycznie rosnącą liczbę nowych przedsiębiorstw. Wiele z nich obrało za cel rozwój niszowych projektów, których deklarowana, niekiedy wielokrotnie przekładana, data premiery ostatecznie nie doczekała się realizacji. 
W pierwszej dekadzie XXI wieku słynnymi przykładami projektów typu vaporware były niezrealizowane projekty kolejno samochodów latających firmy Terrafugia oraz samochodów sportowych firmy Veno Automotive. Po sukcesie amerykańskiej Tesli, która w stosunkowo krótkim czasie od powstania uruchomiła masową produkcję przełomowych samochodów elektrycznych, druga dekada XXI wieku przyniosła lawinowy wzrost pojawiania się startupów koncentrujących się na rozwoju własnej konstrukcji samochodów elektrycznych. Amerykańskie przedswięwzięcia takie jak Lucid Motors czy Rivian przyniosły powodzenie, dostarczając seryjnie produkowane samochody. Z drugiej strony jednakże, podobnej skali projekty firm Workhorse Group, Bollinger Motors, Lordstown Motors czy Nikola Corporation nie były w stanie przez wieloletnie zapowiedzi wyprodukować uruchomić produkcji i sprostać deklaracjom. Skrajnym przykładem vaporware w Stanach Zjednoczonych jest firma Elio Motors, która przez 12 lat od momentu powstania w 2009 roku nie była w stanie wyprodukować trójkołowego samochodu Elio P4, pomimo zebranych zamówień z płatnymi depozytami i planami uruchomienia fabryki.
Znamiona projektu typu vaporware spełnia także polska firma Veno Automotive, a następnie Arrinera. Początki rozwoju własnej konstrukcji supersamochodu Arrinera Hussarya rozpoczęły się w 2008 roku, wkraczając w kolejne ważne etapy kolejno w 2012, 2014 i 2016 roku. Pomimo ambitnych planów związanych z rozpoczęciem seryjnej produkcji, projekt całkowicie upadł w sierpniu 2021 roku po ponad 13 latach nieudanych prac.

### Tesla a vaporware
Choć sama Tesla Motors odniosła rynkowy sukces ze sprzedanymi w setkach tysięcy egzemplarzy modelami Model S, Model X, Model 3 i Model Y, to mianem vaporware coraz częściej określa się jej najnowsze projekty ogłoszone z końcem drugiej dekady XXI wieku. Po prezentacji w 2017 roku, firma wielokrotnie opóźnia datę rozpoczęcia produkcji hipersamochodu Roadster i ciężarówki Semi, a szczególnym obiektem kontrowersji i krytyki są systematyczne zmiany w finalnej dacie produkcji pickupa Cybertruck. Po prezentacji w 2019 roku, firma nie zrealizowała żadnego z ponad ćwierć miliona zamówień do 2022 roku, zdejmując informacje o pojeździe ze strony i ogłaszając kolejne opóźnienie w rozpoczęciu produkcji.

## Przykłady

### Produkty
- Twentieth Century Motor Car Corporation i Dale
- Terrafugia i Terrafugia Transition
- Aptera Motors i Aptera 2 Series
- Veno Automotive/Arrinera i Arrinera Hussarya
- Jaguar i Jaguar C-X75(inne języki)
- Elio Motors i Elio P4
- Carbon Motors(inne języki) i Carbon P7
- Lightning Car Company(inne języki) i Lightning GT
- Bollinger Motors i Bollinger B1 oraz B2
- Faraday Future i FF 91
- Workhorse Group i Workhorse W-15
- Devel Motors(inne języki) i Devel Sixteen(inne języki)
- Lordstown Motors i Lordstown Endurance
- Byton i Byton M-Byte
- Nobe i Nobe 100
- Atlas Technologies i Lightyear 0
- Tesla i Cybertruck, Semi oraz Roadster II
- Apple i Apple Car

### Przedsięwzięcia
- ZAP
- Vector Motors
- Nikola Corporation
- Drako Motors
- Mullen Technologies
- Sono Motors
- Canoo
- Alpha Motor Corporation